# Boopis pterocalyx
Boopis pterocalyx är en calyceraväxtart som beskrevs av Zav.-gallo, S.Denham och Pozner. Boopis pterocalyx ingår i släktet Boopis och familjen calyceraväxter. Inga underarter finns listade i Catalogue of Life.